# Mirosław Kodis
Mirosław Kodis (łot. Miroslavs Kodis; ur. 8 lipca 1981 w Lipawie) – łotewski dziennikarz, przedsiębiorca i polityk narodowości polskiej, radny Rygi, w 2020 roku sekretarz generalny partii Postępowi.

## Życiorys
Mirosław Kodis urodził się w 1981 roku w Lipawie w polskiej rodzinie wywodzącej się częściowo z Kurlandii, częściowo z Wileńszczyzny. Kształcił się w rosyjskojęzycznej szkole średniej w Lipawie, po czym podjął studia z dziedziny dziennikarstwa na Uniwersytecie Łotewskim. W latach 2003–2014 pracował jako dziennikarz w państwowej telewizji LTV, po czym założył własną firmę transportową „Easy Travel Latvia”, zajmującą się przewozem pasażerów na lotniska w Wilnie, Kownie, Połądze i Rydze. W 2014 roku stworzył łotewski klub fanów Eurowizji, którego został prezesem.
W 2019 roku zaangażował się w działalność w lewicowej partii Postępowi, zostając w 2020 roku jej sekretarzem generalnym. W wyborach z lata 2020 roku uzyskał mandat radnego Rygi z listy Postępowych oraz liberalnej koalicji Dla Rozwoju/Za!. Został członkiem Komisji Transportu oraz Komisji Bezpieczeństwa i Walki z Korupcją. W następnym roku objął stanowisko współprzewodniczącego oddziału ryskiego Postępowych. We wrześniu 2023 wystąpił z partii i klubu jej radnych. W styczniu 2024 zaangażował się w działalność w Nowej Jedności.
W wyborach w 2022 bez powodzenia ubiegał się o mandat posła do Sejmu z listy Postępowych w Kurlandii. W 2023 roku wystąpił z inicjatywą upamiętnienia w Rydze Ity Kozakiewicz. Uroczystość nadania imienia polskiej działaczki fragmentowi ulicy Nīcgales odbyła się na początku 2024 roku
.